# Гљеб Андрејевич
Глеб Андрејевич (око 1155-1175) — светитељ Руске православне цркве, покровитељ града Владимира. Канонизован у реду племенитих кнезова. Мошти се налазе у Успенском саборном храму града Владимира.

## Биографија
Син великог кнеза Андреја Јурјевича Богољубског непознат је у хроникама, које познају само три сина Богољубског - Изјаслава, Мстислава и Јурија.
Према каснијим изворима, од дванаесте године Глеб је почео марљиво да чита Свето Писмо и друге душеспасоносне књиге, волео је да разговара са монасима, а одликовао се кротошћу, смирењем, сиромаштвом и строгим уздржањем.
20. јуна 1175. године, неколико дана пре убиства Андреја Богољубског, стар 20 година, упокојио се и свечано сахрањен у Саборној цркви Богородице у Владимиру на Кљазми, а црквено опело није одржано.
Владимирски народ је од давнина славио Глеба као „изабраног и јаког у праведнима, великог чудотворца који сија православном мудрошћу“, а његово заступништво је приписано за избављење њиховог града од Литваније 1608. године.
30. новембра 1702. године мошти су откривене и испоставило се да су нетрулежне. Канонизација Глеба је очигледно повезана са овим догађајем. Године 1774. у име блаженопочившег кнеза Глеба освећен је јужни придвор Владимир-Успенског сабора. Свети Глеб се помиње на дан његове упокојења, 3. јула (20. јуна).
Његове мошти својом гипкошћу, мекоћом и белином одају утисак тела живог човека. Руски цар Павле I , поклањајући се моштима Светог Глеба, рекао је великим кнезовима Александру и Константину: „Децо, молите се светитељу Божјем Глебу; Први пут у Русији видим нетрулежне мошти“.
Историчар руске цркве и црквене архитектуре, академик Јевгениј Голубински, поистоветио је Глеба са сином Богољубског Јуријем, познатим из хроника, и, упоређујући доказе из извора, дошао је до закључка да је Глеб-Јуриј умро „неколико година после 1175. Голубински је такође претпоставио да је Глеб као резултат непријатељства његових ујака, великих кнежева Михаила и Всеволода Јурјевича, „завршио свој кратак живот не у Владимиру или владајући негде, већ као бескућник луталица у некој страној кнежевској породици и доведен у Владимир. „.
12. и 15. фебруара 1919. године отворене су мошти кнеза Глеба и других Владимирских светитеља. Извештај о инспекцији сведочио је о изузетно доброј очуваности кнежевих моштију. Мошти светог Глеба и других Владимирских светитеља су изнете из саборног храма, али су враћене у Цркву педесетих година прошлог века. Тренутно се мошти блаженопочившег кнеза Глеба налазе у Владимирском Успенском сабору.